# Municipio de Harrison (condado de Potter)
El municipio de Harrison (en inglés, Harrison Township) es un municipio del condado de Potter, Pensilvania, Estados Unidos. 

## Geografía
Está ubicado en las coordenadas 41°57′30″N 77°40′26″O / 41.95833, -77.67389 (41.95842, -77.673982).

## Demografía
Según la Oficina del Censo, en 2000 los ingresos medios de los hogares eran de $28,393 y los ingresos medios de las familias eran de $34,844. Los hombres tenían ingresos medios por $26,250 frente a los $19,511 que percibían las mujeres. Los ingresos per cápita eran de $12,550. Alrededor del 12.9% de la población estaba por debajo del umbral de pobreza.
De acuerdo con la estimación 2016-2020 de la Oficina del Censo, los ingresos medios de los hogares son de $44,793 y los ingresos medios de las familias son de $47,500. Alrededor del 9.3% de la población está por debajo del umbral de pobreza.
Según el censo del año 2020, contaba con una población de 1022 personas, de las cuales 1004 eran blancos, 1 asiático, 4 hispanos o latinos, 1 de otra raza y 16 de dos razas o más.Tiene una población estimada, a mediados de 2021, de 1020 habitantes.